# Robert Louis

Door Robert Luis ontworpen wapen van Loire-Atlantique

Robert Louis (1902 in Doornik – 1965 in Vincennes) was een Frans grafisch ontwerper.
Zijn bekendste werk is de uitgebreide Franse serie postzegels met wapens van steden en de oude provincies van Frankrijk die tussen 1943 en 1965 onder zijn supervisie verscheen. Hij ontwierp ook de Franse Herinneringsmedaille aan de VN-operaties in Korea.
De laatste drie zegels, met de wapens van Auch, Mont-de-Marsan und Saint-Lô, verschenen in 1966, na zijn dood, onder verantwoordelijkheid van zijn dochter Mireille Louis.
Robert Louis ontwierp ook wapens van Franse departementen en gemeenten. Voor de Franse bezettingszone in Duitsland ontwierp hij postzegels met heraldische motieven.
- Bibliothèque nationale de France: cb119134613 (data)
- International Standard Name Identifier: 0000 0001 2134 7968
- Base Léonore: 19800035/650/74966
- Système universitaire de documentation: 129242780
- Virtual International Authority File: 59085763
- WorldCat: E39PBJmTkhW7ChxFt8HWXP9Rrq